# La peccatrice (film 1916)
La peccatrice è un film muto del 1916 diretto da Roberto Roberti.